# Abarca de Campos
Abarca de Campos är en kommun i Spanien.   Den ligger i provinsen Provincia de Palencia och regionen Kastilien och Leon, i den norra delen av landet, 210 km nordväst om huvudstaden Madrid. Arean är 11,0 kvadratkilometer. Abarca de Campos gränsar till Fuentes de Nava.
Terrängen i Abarca de Campos är mycket platt.